# Gosibius brevicornis
Gosibius brevicornis är en mångfotingart som beskrevs av Chamberlin 1917. Gosibius brevicornis ingår i släktet Gosibius och familjen stenkrypare. Inga underarter finns listade i Catalogue of Life.